# Geissanthus ecuadorensis
Espèce
Statut de conservation UICN

 VU D2 : Vulnérable
Geissanthus ecuadorensis est une espèce de plantes à fleurs de la famille des Primulaceae.

## Publication originale
- Das Pflanzenreich 236(Heft 9): 238. 1902.